# 옥련동
옥련동(玉蓮洞)은 대한민국 인천광역시 연수구에 있는 법정동이다. 옥련동 일원을 행정동인 옥련1동, 옥련2동이 관할한다.

## 개요
옥련동은 인천광역시 연수구에 포함되어 있다. 옥련동의 면적은 4.08 km2, 인구는 49,284명(2008년 기준)이다. 옛날부터 바닷가에 인접해 있고, 수산물이 풍부하며 갯벌이 발달되어 어민들의 생활 터전으로 자리잡았다. 백제 때 중국 사신들이 드나들던 관문인 능허대의 터가 남아있다. 이후 갯벌을 매립하여 주택가, 학교, 공원 등이 있는 아파트단지가 조성되었다. 청학동, 동춘동, 송도동, 학익동 등과 인접해 있다.

## 역사
- 1914년 부천군 문학면에 편입되었다.
- 1936년 인천부에 편입되어 송도정(松島町)으로 이름이 바뀌었다.
- 1946년 옥련동으로 이름이 바뀌었다.
- 1968년 1월 1일 구제(區制)가 실시되어 경기도 인천시 남구가 관할하였다.[1]
- 1995년 3월 1일 남구에서 분리되어 연수구에 편입되었다.[2]
- 2003년 3월 1일 옥련1동과 옥련2동으로 분동하였다.[3]

## 특징
- 과거 옥련동에는 수인선 송도역이 자리했으나, 1995년 폐지된 이후에도 그 터 주변은 송도역으로 불린다. 그 일대를 가리키는 송도라는 지명은 2011년 폐장된 송도유원지에서 비롯되었다. 송도역은 서쪽으로 조금 위치를 옮겨 2012년 6월 30일 다시 개통하였다.
- 옥련동의 송도고등학교의 송도는 이 지역에서 따온 이름이 아닌, 개성의 옛 이름 송도에서 따온 이름이다.
- 옥련1동의 인천시립박물관 주변에는 식당가가 형성되어 있다.
- 해발 고도 173m의 청량산이 청학동과 걸쳐 있다.
- 해안 지역에는 제2경인고속도로 인천대교 구간의 옥련 나들목이 설치되어 있다.

## 명소
- 인천시립박물관
- 인천상륙작전기념관
- 송도유원지
- 능허대지
- 호불사(청량산에 위치한 사찰)

## 문화재
옥련동의 대표적인 문화재로는 능허대지가 있다. 능허대지는 연못을 조성하여 능허대공원이 위치해 있다. 인천시립박물관에는 학익지석묘, 각국조계석, 원대 철제범종, 송대 철제범종, 관음좌상, 목조여래좌불상, 목조보살좌불상 등이 소장되어 있다.

## 교육 기관
옥련동에는 3개의 고등학교(일반계고 2, 특성화고 1), 3개의 중학교, 4개의 초등학교가 있다.

### 고등학교
- 송도고등학교
- 옥련여자고등학교
- 인천해양과학고등학교

### 중학교
- 옥련중학교
- 인송중학교

### 초등학교
- 능허대초등학교
- 송도초등학교
- 옥련초등학교
- 축현초등학교

## 교통
- 제2경인고속도로, 인천대교
- 수인선, 송도역

## 사진

#### 옥련1동 행정복지센터

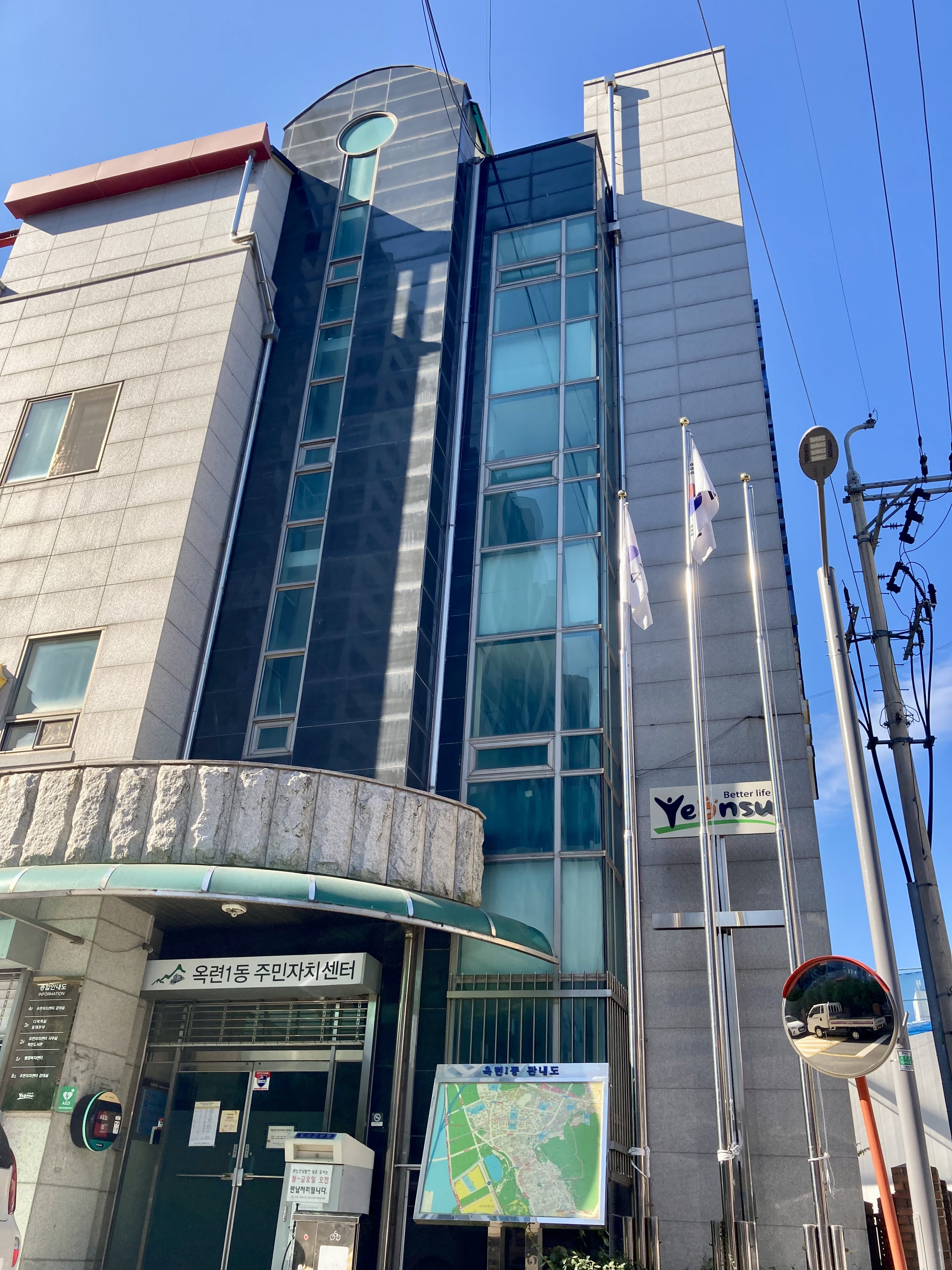
옥련1동 행정복지센터
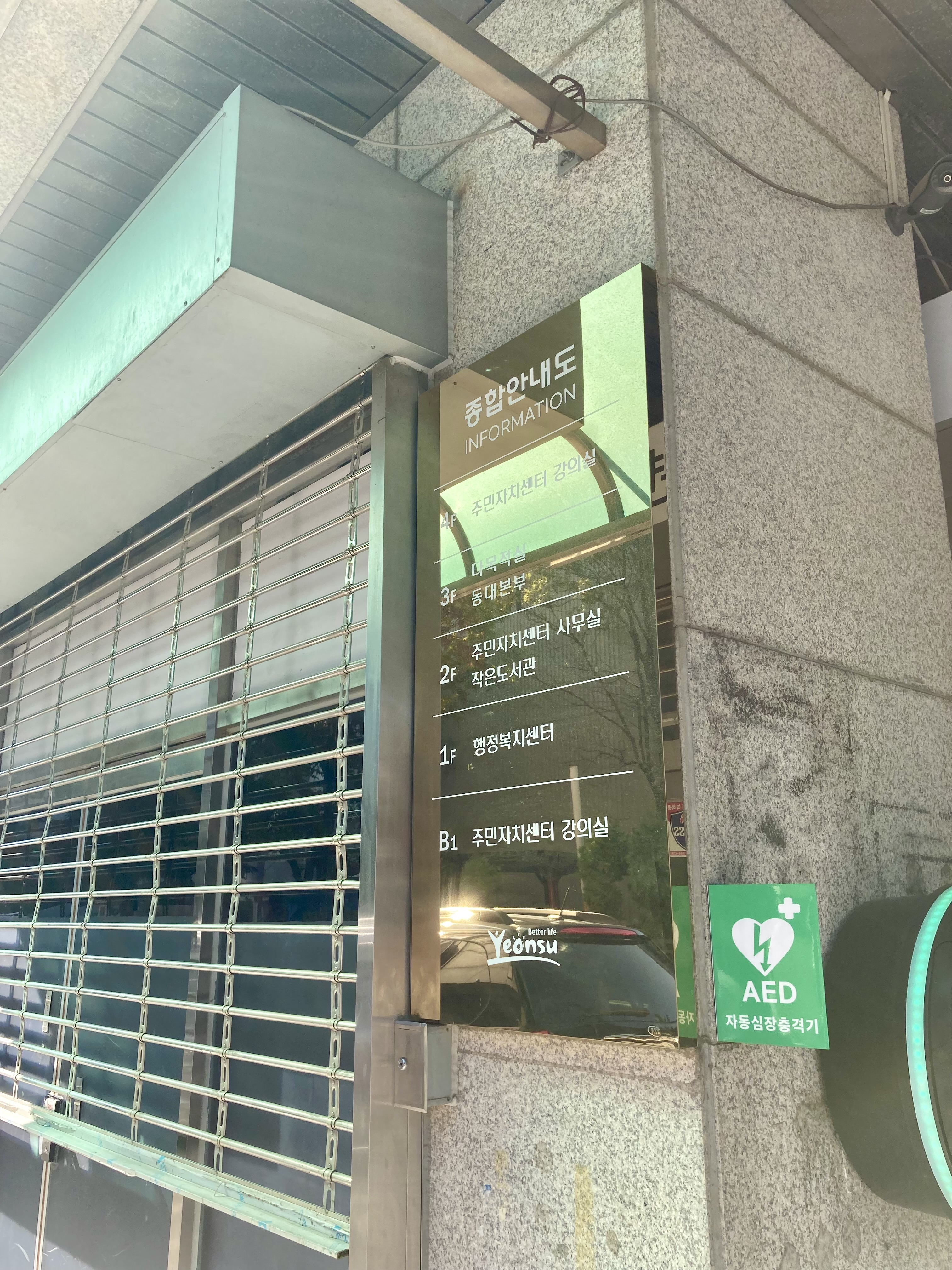
옥련1동 종합안내판
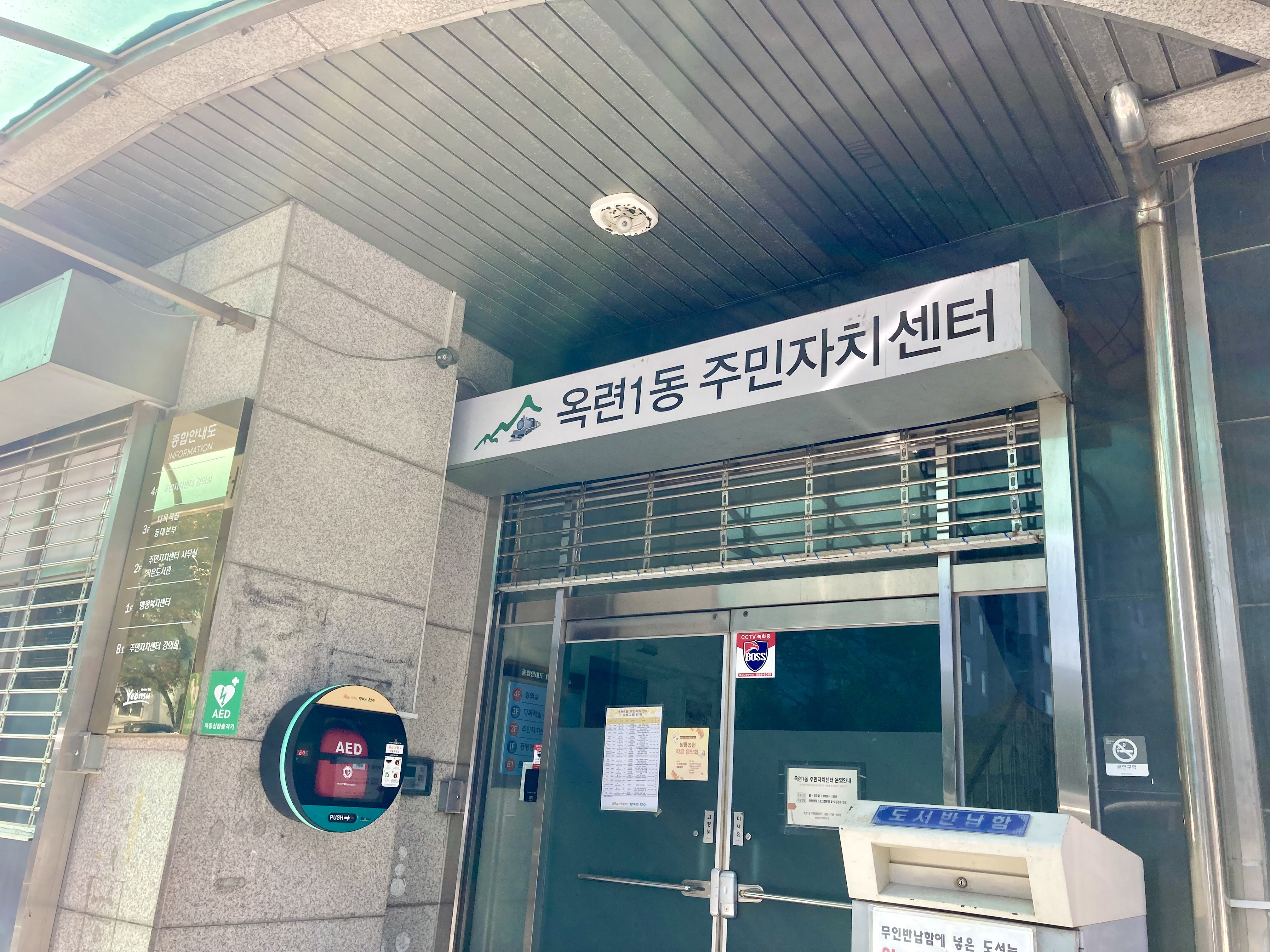
옥련1동 주민자치센터

옥련2동 행정복지센터

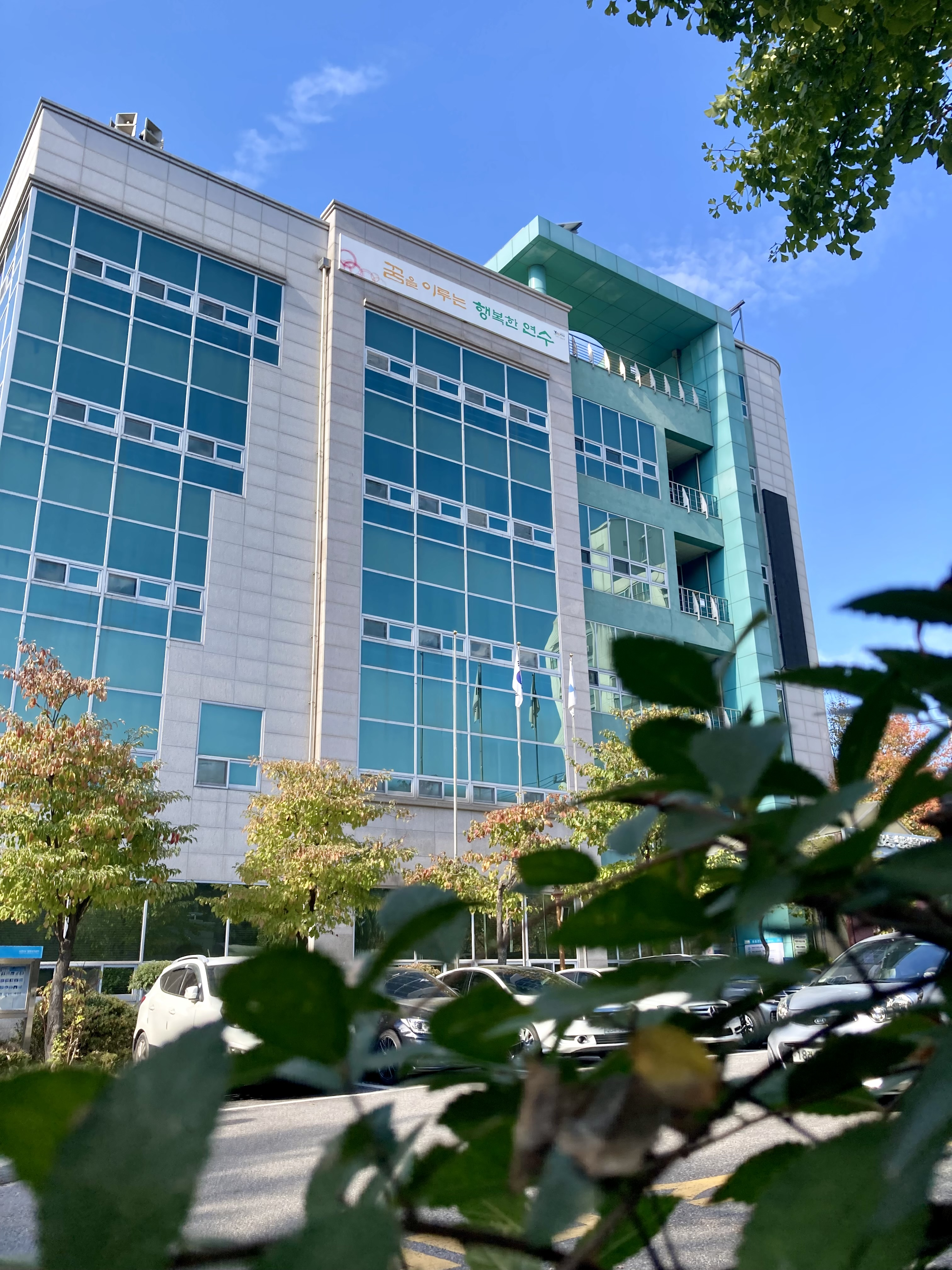
옥련2동행정복지센터
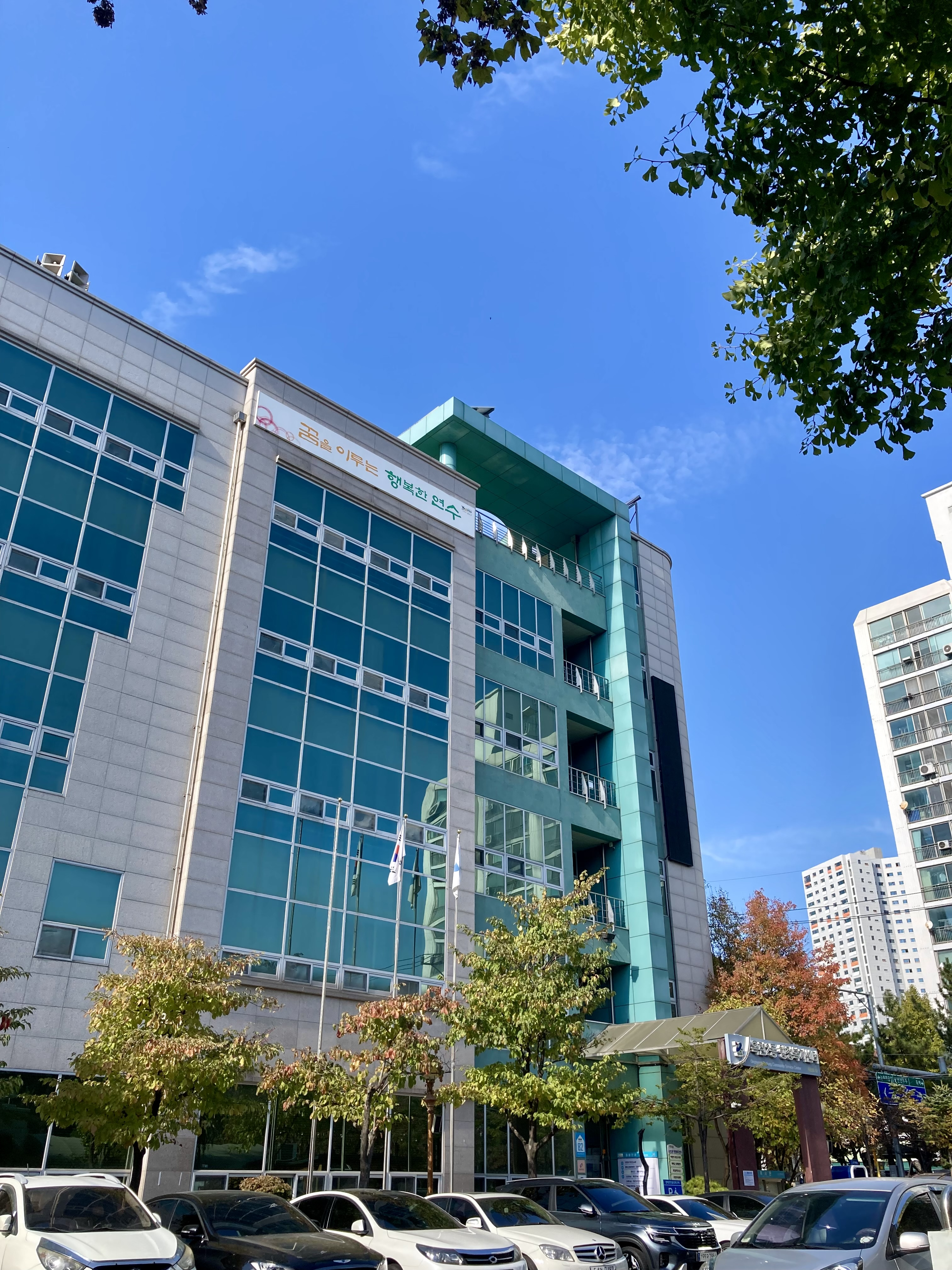
옥련2동행정복지센터
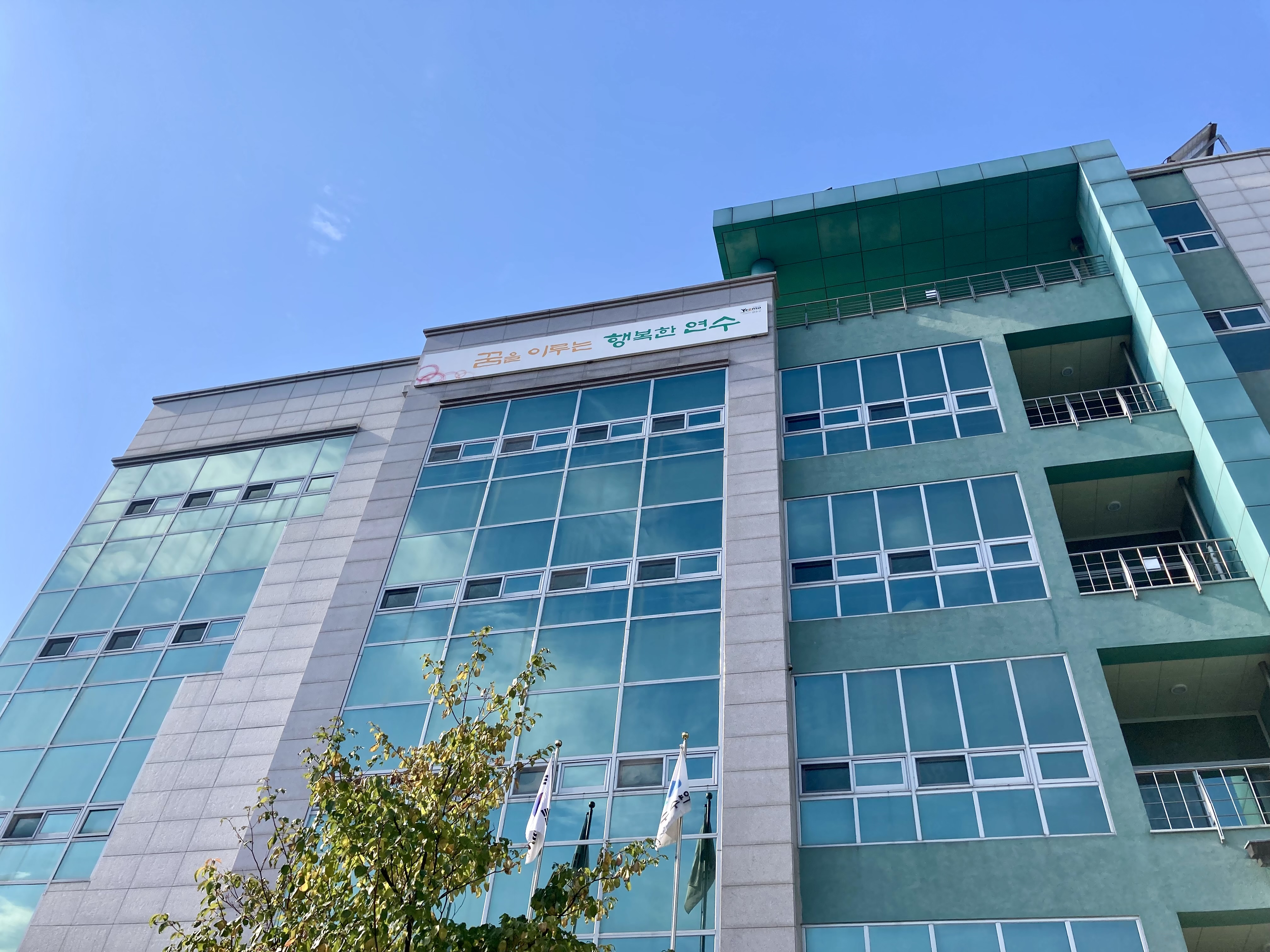
옥련2동행정복지센터
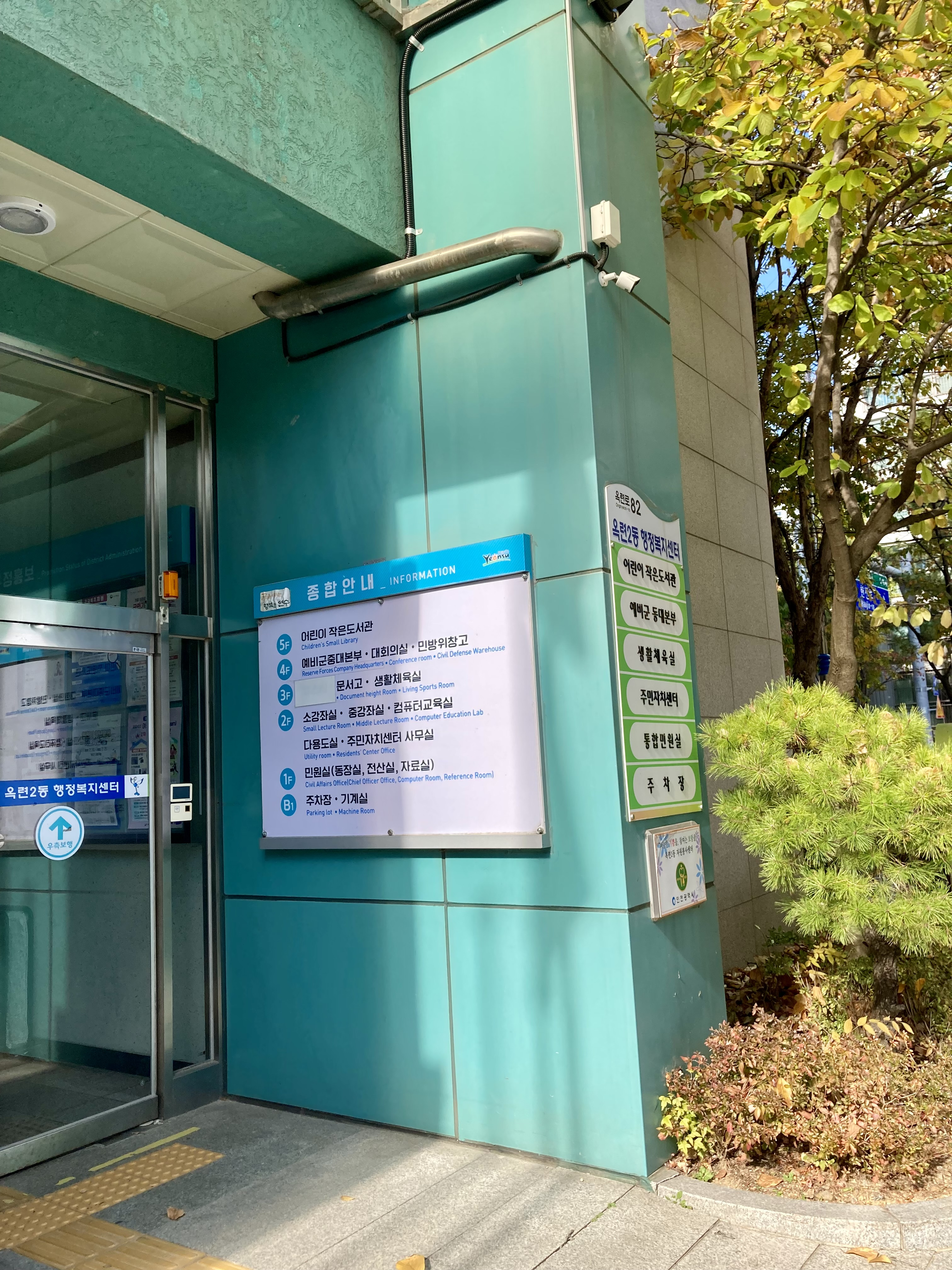
옥련2동행정복지센터
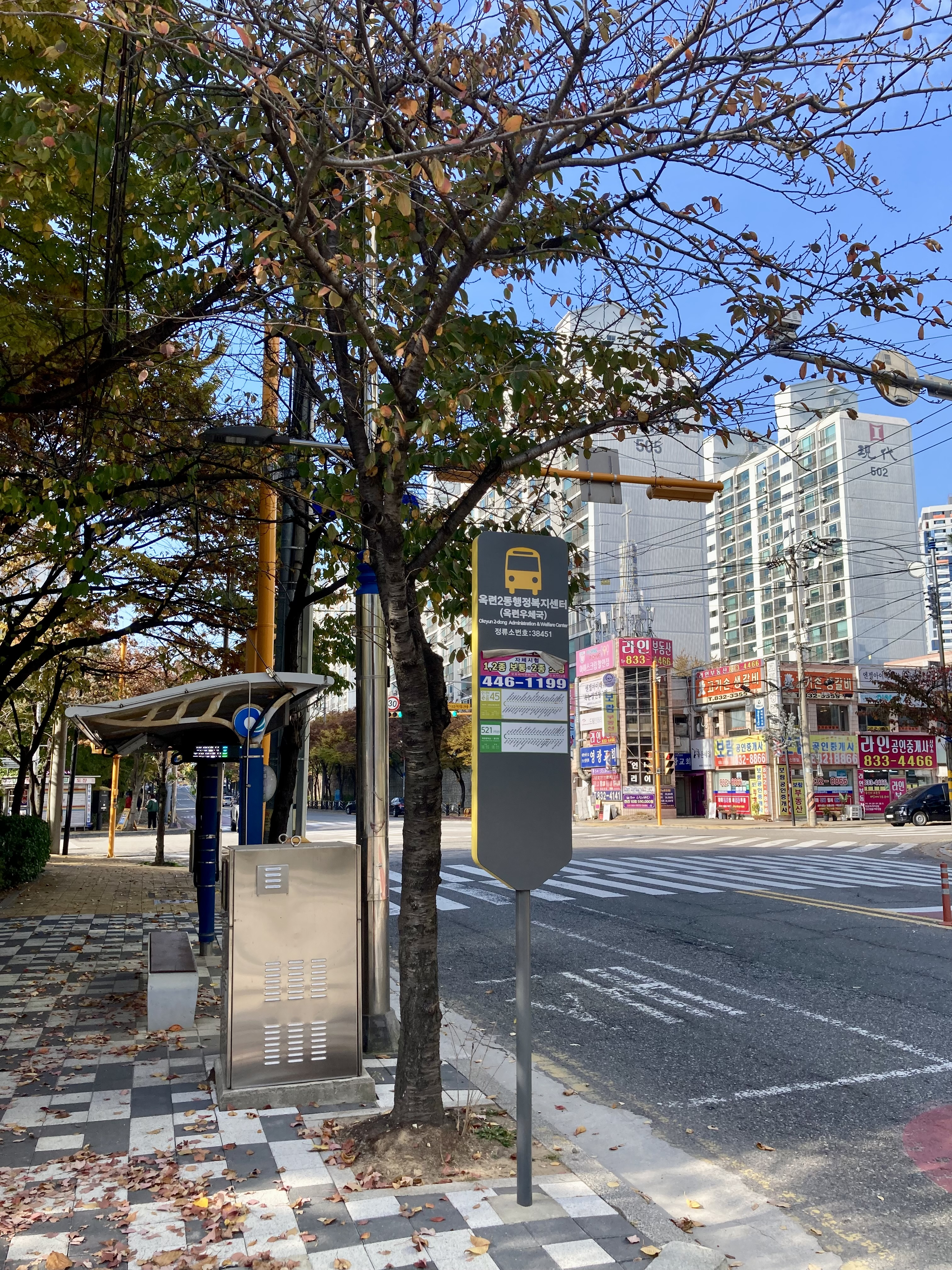
버스정류장

## 아파트
| 단지명                    | 건설사         | 시행사         | 주소                      | 입주       | 비고 |
| ------------------------- | -------------- | -------------- | ------------------------- | ---------- | ---- |
| 옥련현대 3차              | 현대산업개발   | 현대산업개발   | 연수구 능허대로79번길 65  | 1996년 7월 |      |
| 옥련현대 4차              | 현대산업개발   | 현대산업개발   | 연수구 한나루로105번길 68 | 1997년 5월 |      |
| 옥련현대 5차              | 현대산업개발   | 현대산업개발   | 연수구 한진로 49          | 1997년 6월 |      |
| KTX 송도역 서해그랑블     | 서해종합건설㈜ | 서해종합건설㈜ | 연수구 한진로 76          | 2024년 3월 |      |
| 송도역 서해그랑블 더 파크 | 서해종합건설㈜ | 서해종합건설㈜ | 연수구 한진로 77          | 2025년 3월 |      |

## 사건
- 2020년 3월 15일 : 옥련여자고등학교 인근의 연경산에서 산불이 발생, 해당 산불은 조사중인 상태.